# Deanne Rose
Deanne Cynthia Rose (Nuevo Tecumseth, Ontario, Canadá; 3 de marzo de 1999) es una futbolista canadiense. Juega como delantera en el Leicester City de la FA Women's Super League de Inglaterra. Es internacional con la selección de Canadá.

## Estadísticas

### Clubes
| Club           | País       | Año             |
| -------------- | ---------- | --------------- |
| Reading FC     | Inglaterra | 2021 - 2023     |
| Leicester City | Inglaterra | 2023 - presente |

## Palmarés

### Títulos internacionales
| Título           | Equipo | Sede           | Año  |
| ---------------- | ------ | -------------- | ---- |
| Juegos Olímpicos | Canadá | Río de Janeiro | 2016 |
| Juegos Olímpicos | Canadá | Tokio          | 2020 |

(*) Incluyendo la Selección